# Culicoides qiongzhongensis
Culicoides qiongzhongensis är en tvåvingeart som beskrevs av Liu, Ge och Liu 1996. Culicoides qiongzhongensis ingår i släktet Culicoides och familjen svidknott.
Artens utbredningsområde är Hainan (Kina). Inga underarter finns listade i Catalogue of Life.